# مواقع كوندوا لفن النقوش والرسوم على الصخور
مواقع كوندوا لفن النقوش والرسوم على الصخور ، (بالإنجليزية: Kondoa Rock-Art Sites)‏. تحتوي هذه المنطقة الممتدة على مسافة 2336 كيلومترا. مربعا عند السفوح الشرقية لمنحدر ماساي المحاذي لوادي الصدع الكبير. في كوندوا، تنزانيا المتحدة. على مجموعة من الرسوم المدهشة – التي غالباً ما تتسم بقيمة فنية كبيرة – والموزعة على أكثر من 150 ملجأ شاهداً على تطور المنطقة على الصعيد الاجتماعي والاقتصادي.

## معرض الصور

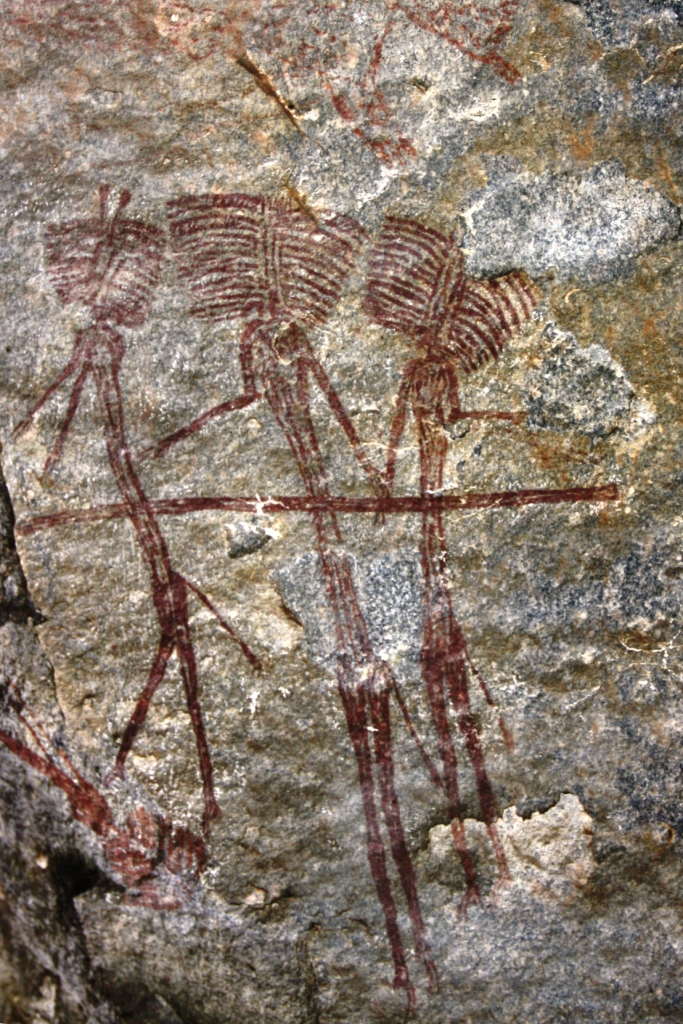

## خلفية تاريخية
مواقع كوندوا لفن النقوش والرسوم على الصخور تحتوي على ملاجئ قابعة تحت الصخور ومطلة على بلاطات من الصخور الترسبية المحطّمة بفعل شقوق الصدع، علماً ان انحدارها العمودي شكل دعامة للوحات صخرية طوال ألفي سنة على الأقل. وتشكل مجموعة الرسوم المدهشة – التي غالباً ما تتسم بقيمة فنية كبيرة – والموزعة على أكثر من 150 ملجأ شاهداً على تطور المنطقة على الصعيد الاجتماعي والاقتصادي، من الإنسان الأول الذي كان يعيش من الصيد والقطف إلى المجتمعات الزراعية الريفية، ناهيك عن معتقدات وأفكار مرتبطة بها، علماً ان القاطنين بجوار هذه الملاجئ لا ما زالوا يربطونها بممارسات شعائرية.